# Wingene
Wingene ist eine belgische Gemeinde in der Region Flandern. Sie liegt in der Provinz Westflandern und gehört zum Arrondissement Tielt. Wingene hat 15.161 Einwohner (Stand 1. Januar 2024, Fläche 2025) und eine Fläche von 99,16 km² (Stand 1. Januar 2025).
Die Postleitzahl lautet 8750.

Die Gemeinde besteht aus den drei Ortsteilen Wingene, Zwevezele (seit 1977) und Ruiselede (seit 2025).
Die Gemeinde liegt 7 Kilometer nordwestlich der Stadt Tielt, 16 km südlich von Brügge, 30 km westlich von Gent und 80 km westnordwestlich von Brüssel.
Die nächsten Autobahnabfahrten befinden sich bei Oostkamp und Beernem an der A10/E 40 und bei Lichtervelde an der A17.

Regionalbahnhöfe befinden sich in Tielt, Lichtervelde, Beernem und Aalter; in Brügge und Gent befinden sich Fernbahnhöfe mit überregionalen Zugverbindungen.

Nahe der Hauptstadt Brüssel gibt es den nächsten internationalen Flughafen.

## Weblinks

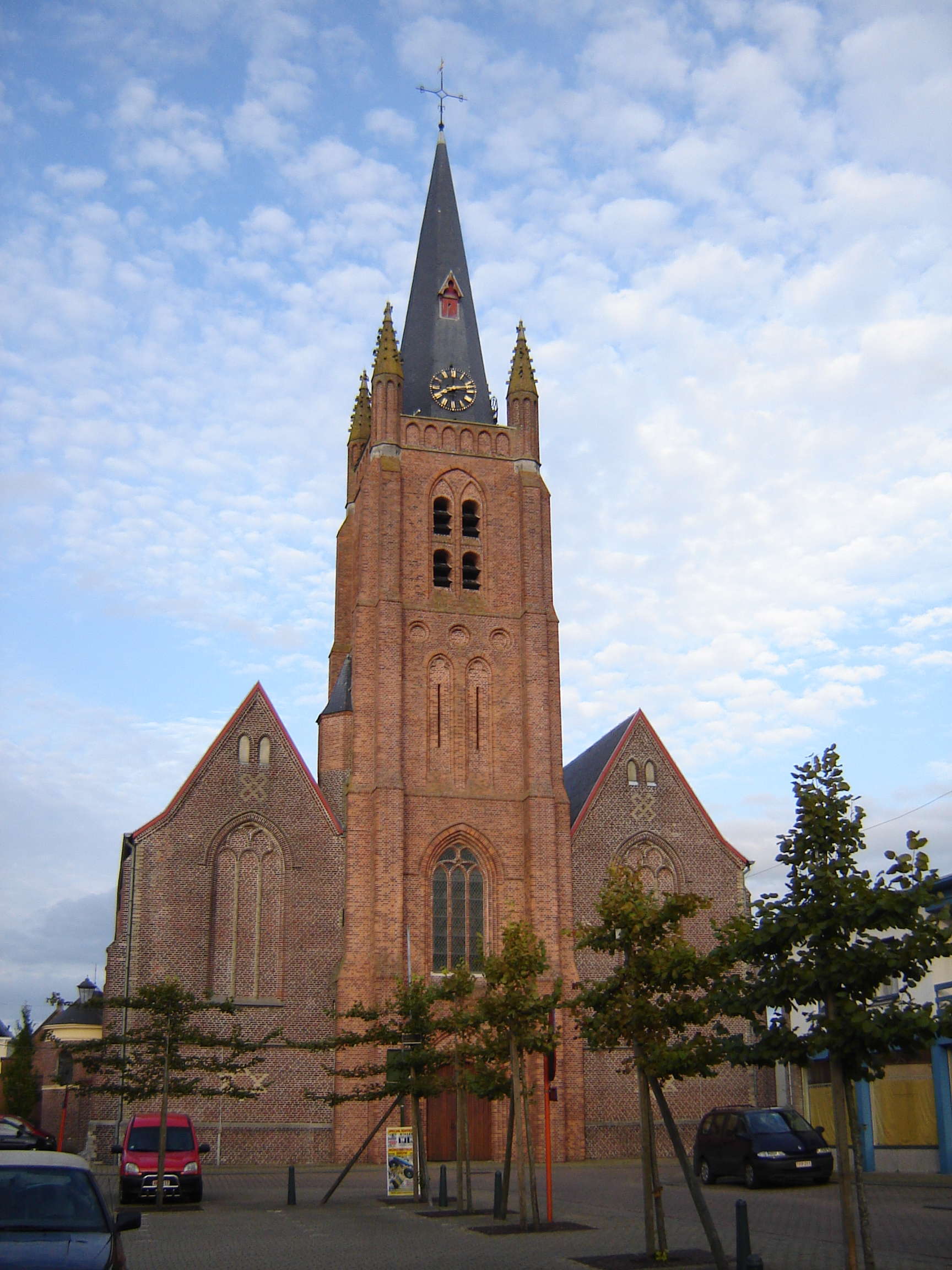
Sint-Amanduskerk